# انگورد
روستای انگورد یکی از روستاهای توابع شهرستان گرمی در استان اردبیل می باشد. این روستا نزدیک به  ۲۰ خانوار و ۱۰۰ نفر جمعیت دارد.تمامی اهالی این روستا ترک زبان بوده و با یکدیگر ارتباط خویشاوندی دارند ، اغلب خانواده ها از طایفه ای با فامیلی شیری هستند.در این روستا غاری بنام داش دوشَن وجود داره، ادعا شده که در نزدیکی این غار چیزی شبیه به تمساح وجود دارد ، در اطراف این روستا منابعی از گنجینه ها وجود دارد که تا بحال مقداری از آن را اهالی غیر روستا به غارت برده اند.